# Critérium National de la Route 1975
Il Critérium National de la Route 1975, quarantaquattresima edizione della corsa, si svolse il 23 marzo su un percorso di 214 km, con partenza e arrivo a Saint-Hilaire-du-Harcouët. Fu vinto dal francese Jacques Esclassan della Peugeot-BP-Michelin davanti ai suoi connazionali André Corbeau e Jean Chassang.

## Ordine d'arrivo (Top 10)
| Pos. | Corridore           | Squadra                        | Tempo    |
| ---- | ------------------- | ------------------------------ | -------- |
| 1    | Jacques Esclassan   | Peugeot-BP-Michelin            | 5h43'48" |
| 2    | André Corbeau       | Jobo-Wolber-Sabliere           | s.t.     |
| 3    | Jean Chassang       | Gitane-Campagnolo              | s.t.     |
| 4    | Michel Laurent      | Alsaver-Jeunet-De Gribaldy     | s.t.     |
| 5    | Maurice Le Guilloux | Gitane-Campagnolo              | a 4"     |
| 6    | Bernard Bourreau    | Peugeot-BP-Michelin            | a 1'54"  |
| 7    | Joël Hauvieux       | Jobo-Wolber-Sabliere           | s.t.     |
| 8    | Michel Périn        | Gan-Mercier-Hutchinson         | a 2'04"  |
| 9    | Gerard Moneyron     | Carpenter-Confortluxe-Flandria | a 2'10"  |
| 10   | Guy Santy           | Gitane-Campagnolo              | s.t.     |